# Nokia 5300
Nokia 5300 — стільниковий телефон фірми Nokia представлений 26 вересня 2006 року і випущений наприкінці того ж року. Він працює на Series 40 3rd Edition FP2.

## Характеристики
Слайдер. Розмір телефону — 92х48х21 мм, вага — 106 грам. Екран у телефоні QVGA (240x320 пікселів, 31x42 мм), відображає до 262000 кольорів (TFT). Залежно від вибраного розміру шрифту та програми на екрані може розміщуватися від 9 рядків тексту, а також до трьох службових рядків. Під екраном знаходяться функціональні клавіші. Навігаційна клавіша чотирипозиційна, має вписану кнопку ОК. У правій кнопці є отвір мікрофона. Таке розташування зроблено для того, щоб можна було говорити слайдером, не розкриваючи його. Він оснащений механізмом автоматичного доведення, тому його легко розкрити. Блок цифрових клавіш середній за розмірами, кнопки зроблені окремими, вони із пластику. 
Доступно лише два колірні рішення — червоний та темно-сірий. У обох випадках відрізняється лише середня частина апарата, по ній пропущено смужку певного кольору, тоді як верх і низ залишаються білими.
Блок цифрових клавіш середній за розмірами, кнопки зроблені окремими, вони із пластику. Підсвічування клавіш синього кольору, його добре видно в різних умовах. На лівому боці знаходиться 2.5 мм роз'єм для підключення гарнітури, сюди ж можна вставити адаптер для 3.5 мм навушників. На правій стороні — віконце ІЧ-порту. Виробник відмовився від використання Pop-Port на користь стандартного miniUSB, яке розташоване на верхньому торці. Тут же знаходиться роз'єм для підключення зарядного пристрою, кнопка ввімкнення/вимкнення та роз'єм для кріплення ремінця.
На задній поверхні знаходиться 1.3 Мп CMOS-камера, дзеркальце, трохи нижче — отвір динаміка. Задня кришка надійно зафіксована, під нею знаходиться відсік акумулятора. У даній моделі застосовується літій-іонний акумулятор BL-5B ємністю 860 мАг. За заявою виробника, він здатний забезпечити до 3 годин роботи в режимі розмови та до 223 годин роботи в режимі очікування, час відтворення музики — до 12 годин. Повний час заряджання акумулятора становить майже три години.
В апараті встановлено 1.3-мегапіксельну камеру (CMOS). Інтерфейс камери зроблений горизонтальним. Підтримуються формати 1280x1024; 1280x960; 800×600; 640x480; 320x240 і 160x120. Два останніх додані для створення фотографій як шпалери екрана. Підтримуються три типи стиснення JPEG-файлів: базовий, нормальний, високий. Також наявний цифровий зум х8 і можливість зберегти фотографії як у пам'яті апарата, так і карти. Ефекти в апараті можна застосувати до вже отриманих фотографій. Доступні такі варіанти, як False colours, Greyscale, Sepia, Negative, Solarise.
Має 5 Мб пам'яті для фото, відео й аудіо файлів. Він також оснащений знімною карткою MicroSD з максимальною ємністю 2 ГБ і працює від процесора ARM9, що працює на частоті 237 МГц.

## Галерея

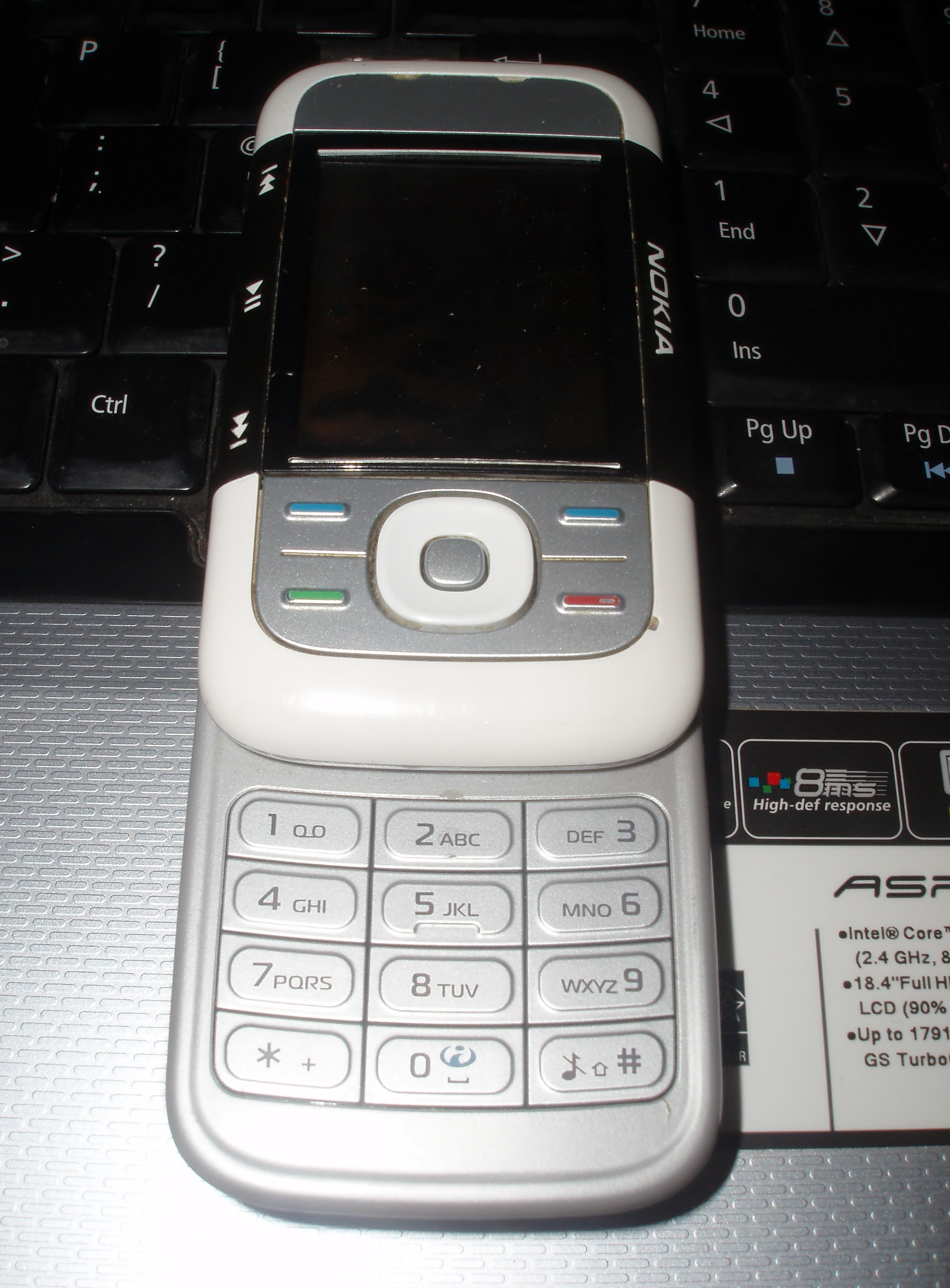
Nokia 5300 в розкритому стані
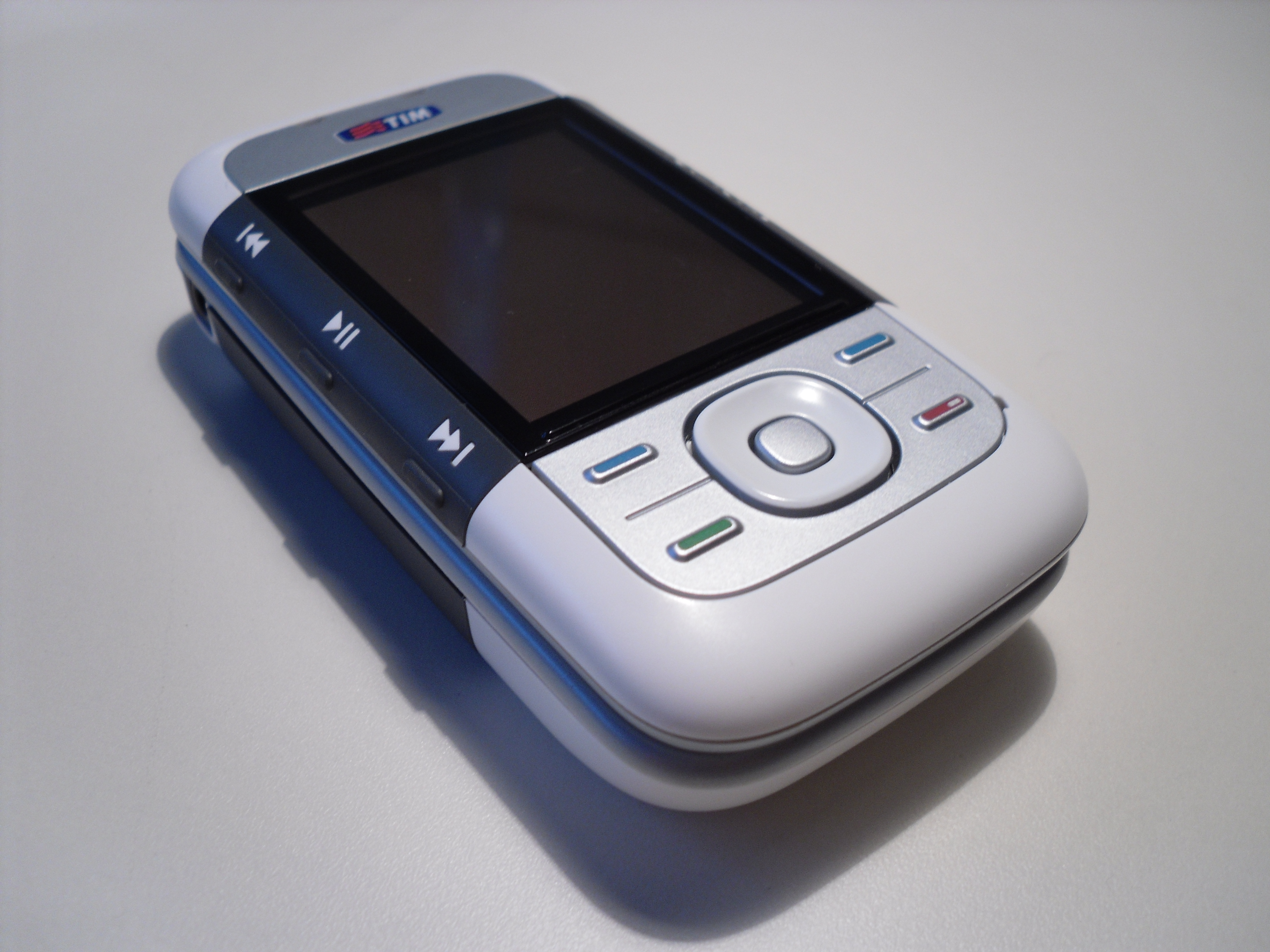
Nokia 5300 в закритому стані
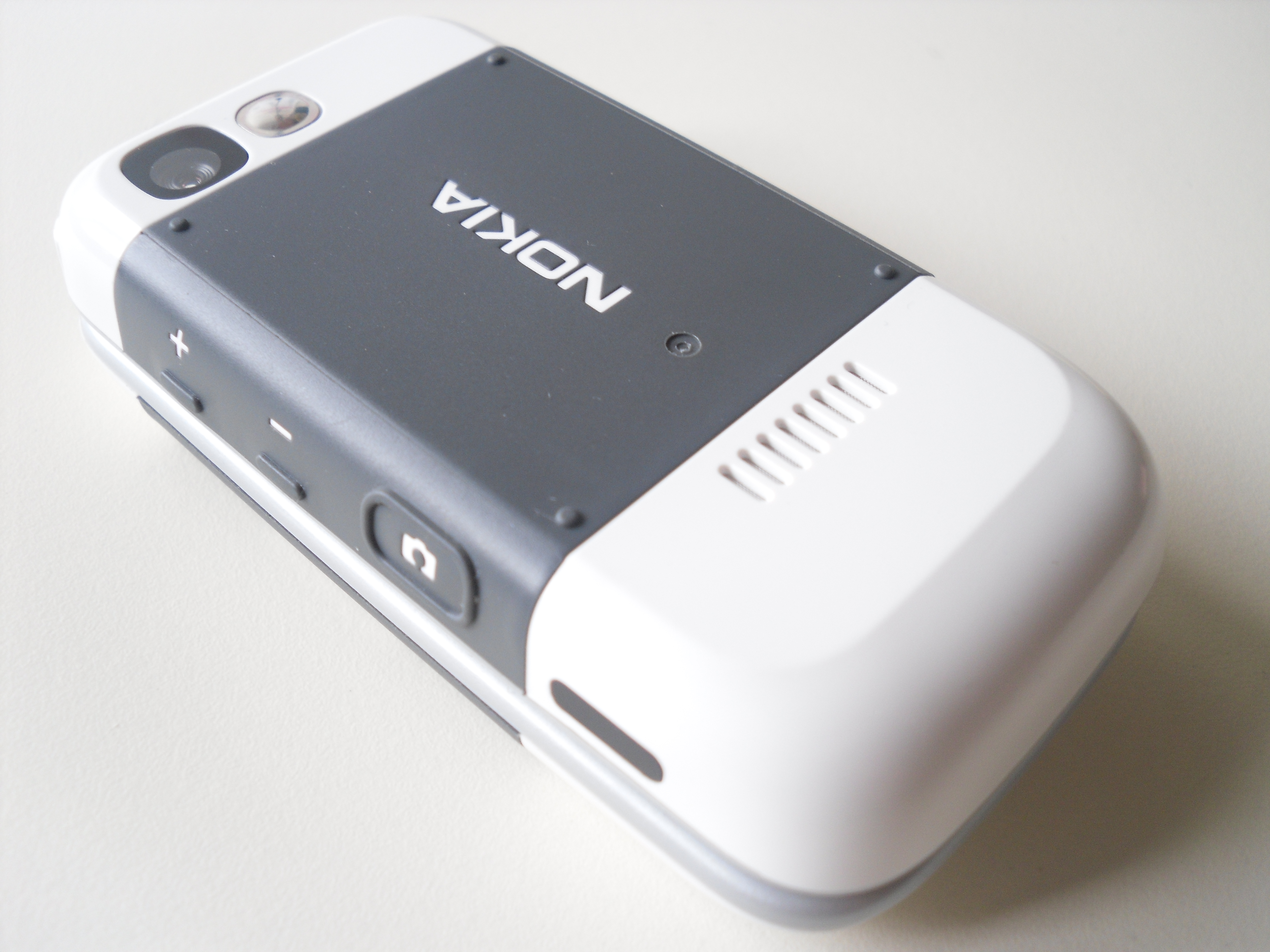
Задня частина
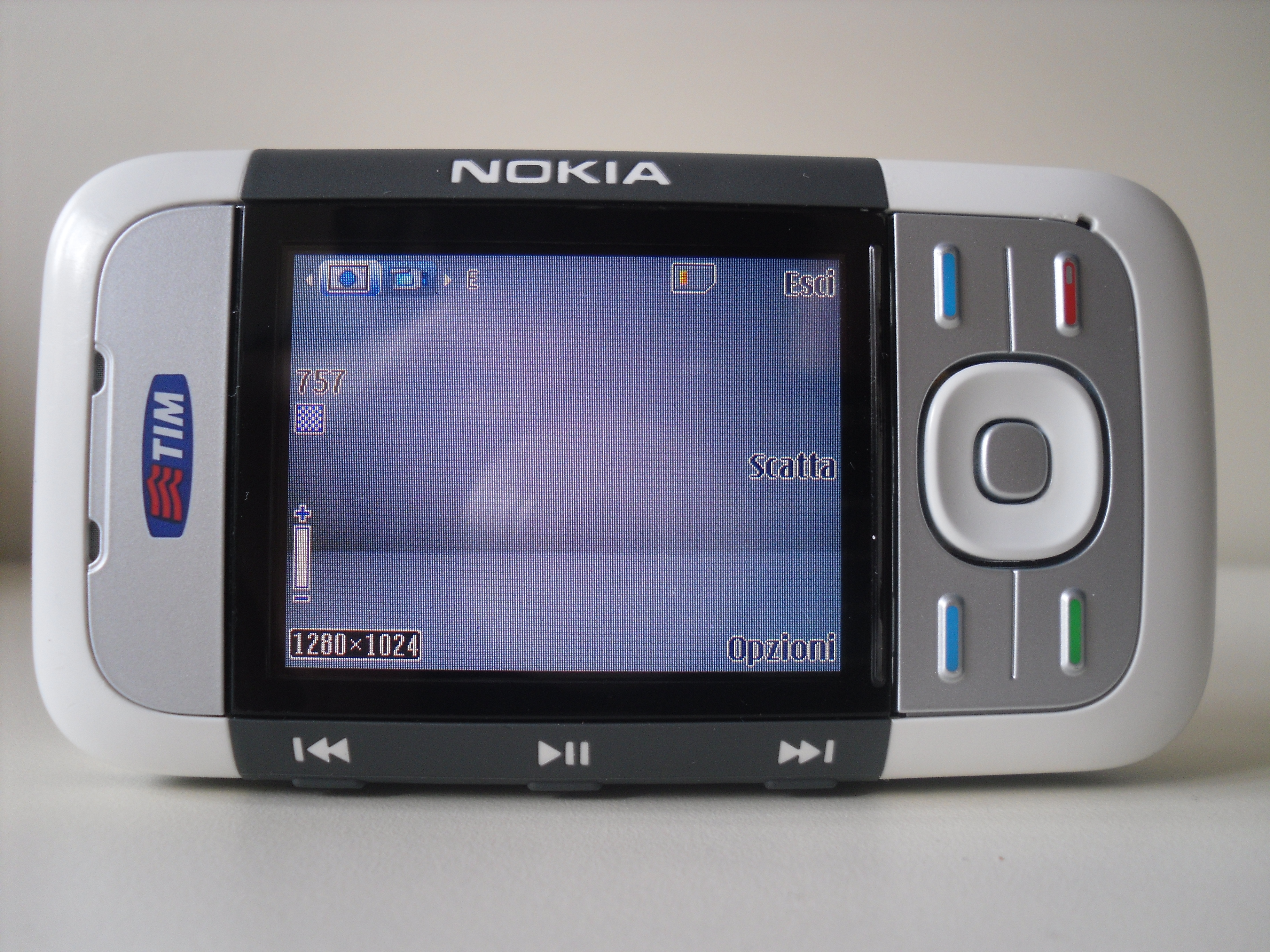
В додатку камери
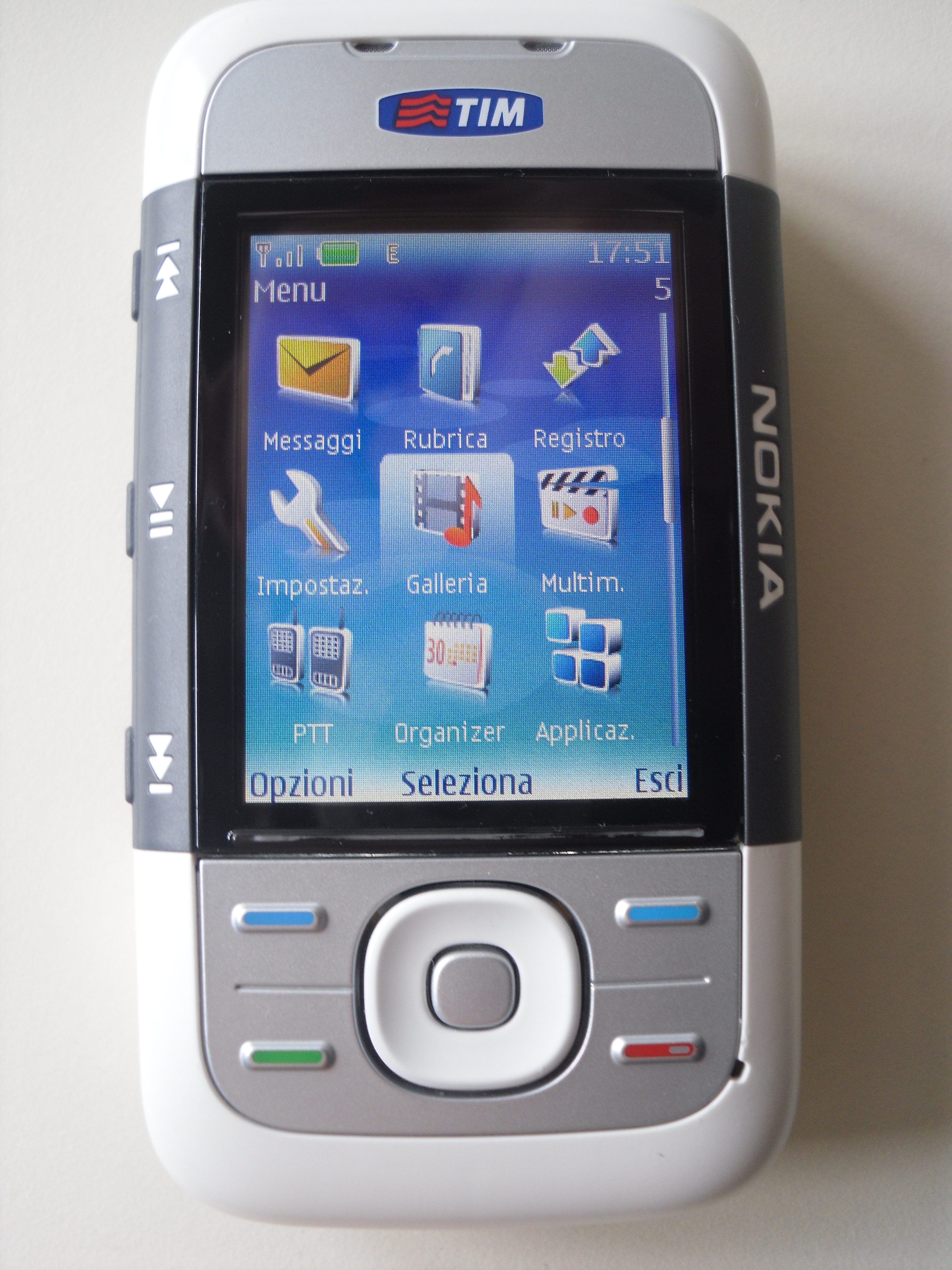
Головне меню
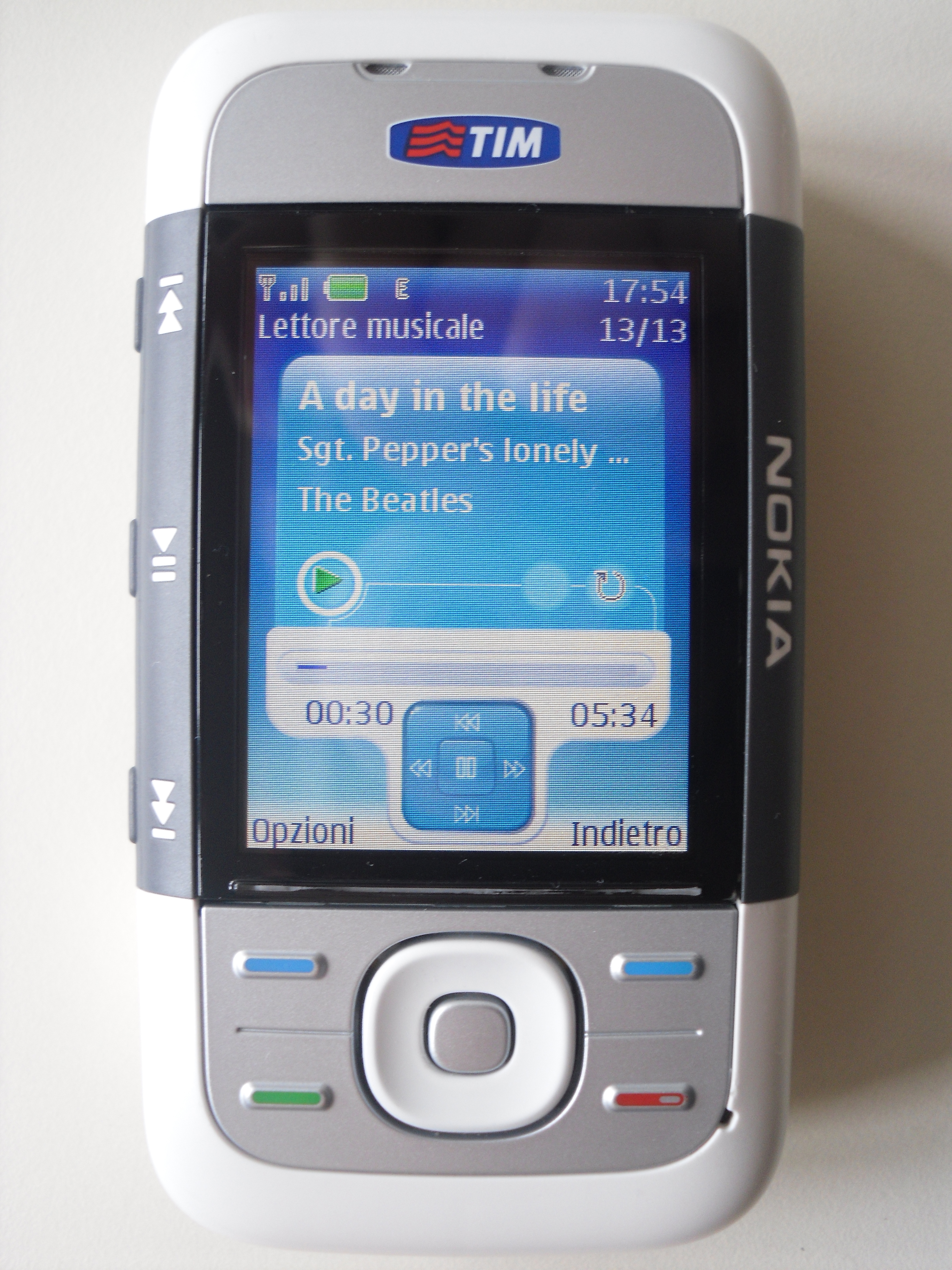
Під час програвання музики